# Strela (grue de manutention)
Pour les articles homonymes, voir Strela.

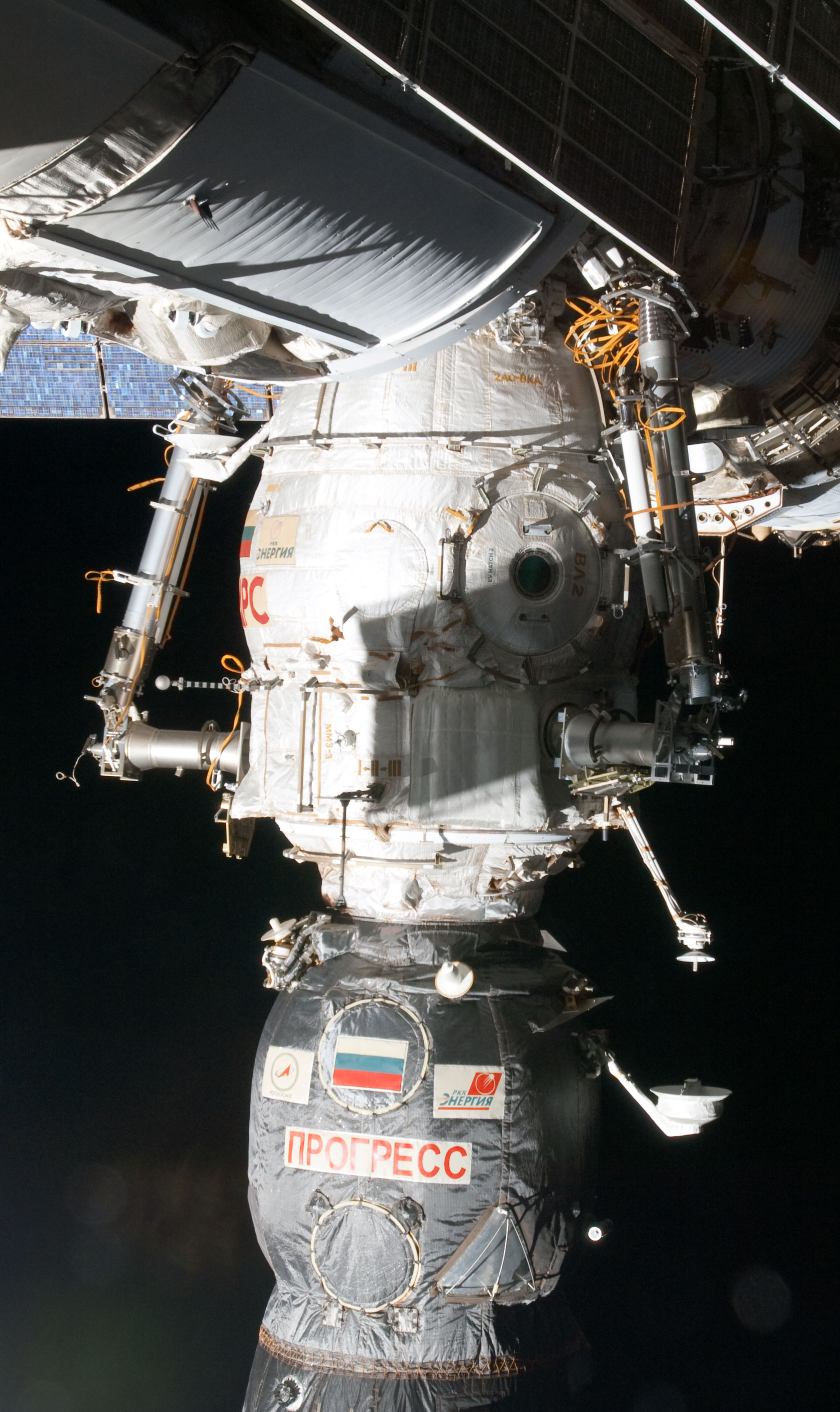
Les deux grues Strela à bord de l'ISS, vues montées sur Pirs.

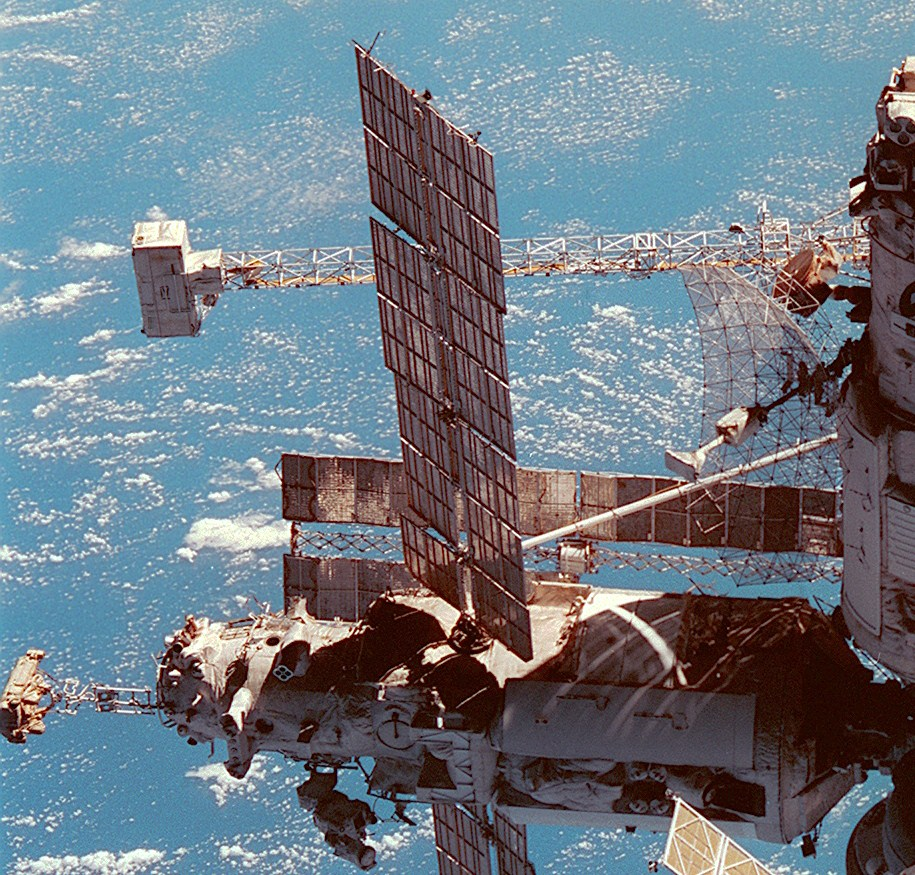
Une grue Strela de Mir (blanche), entre Kvant-2 et Priroda.

Les grues Strela (en russe : Грузовая Стрела pour grue de charge, « strela » signifiant « flèche (grue) » en russe) sont quatre grues de manutention utilisées pour déplacer les cosmonautes et les composants autour de l'extérieur de la station spatiale Mir et de la partie russe de la Station spatiale internationale. Mir possédait deux grues montées sur son module de base (fournies par le vaisseau cargo Progress) et l'ISS possède également deux grues, montées initialement sur le compartiment d'amarrage Pirs (une lancée par la mission STS-96, l'autre par le Progress M-SO1, attachée à Pirs).
Ces grues sont, structurellement, des bâtons télescopiques assemblés en sections, qui mesurent environ 1,8 m (6 pieds) repliés, mais, lorsqu'ils sont étendus à l'aide d'une manivelle, mesurent environ 14 m (46 pieds) de long. Cela signifie que les grues à bord de Mir pouvaient facilement atteindre tous les principaux modules du complexe orbital, et celles qui sont attachées à l'ISS peuvent être utilisées pour transférer des objets sur toute la longueur de la partie russe de la Station spatiale internationale, de Zvezda à Zarya.
Le plus grand bras robotique de l'ISS, Canadarm 2 pèse 1 800 kilogrammes et est utilisé pour amarrer et manipuler engins spatiaux et modules sur la partie américaine de l'ISS, et pour tenir les astronautes et l'équipement au cours des sorties extravéhiculaires (EVA). La partie russe ne comporte pas de vaisseaux spatiaux ou de modules devant être manipulés ainsi, tous s'amarrent automatiquement, et peuvent être repositionnés ou mis au rebut de la même manière. Chaque grue Strela pèse 45 kg et peut effectuer toutes les tâches nécessaires, avec des économies de poids substantielles, moins de complexité et moins d'entretien que Canadarm2.
Une EVA, en 2013, a vu une grue Strela déplacée dans le compartiment d'amarrage Poisk. Peu de temps après, une autre grue Strela a été transférée à Zarya. Ces mesures étaient nécessaires parce que Pirs est détaché en 2021 et désorbité pour permettre à Nauka de s'amarrer à l'emplacement actuel de Pirs.

## Galerie

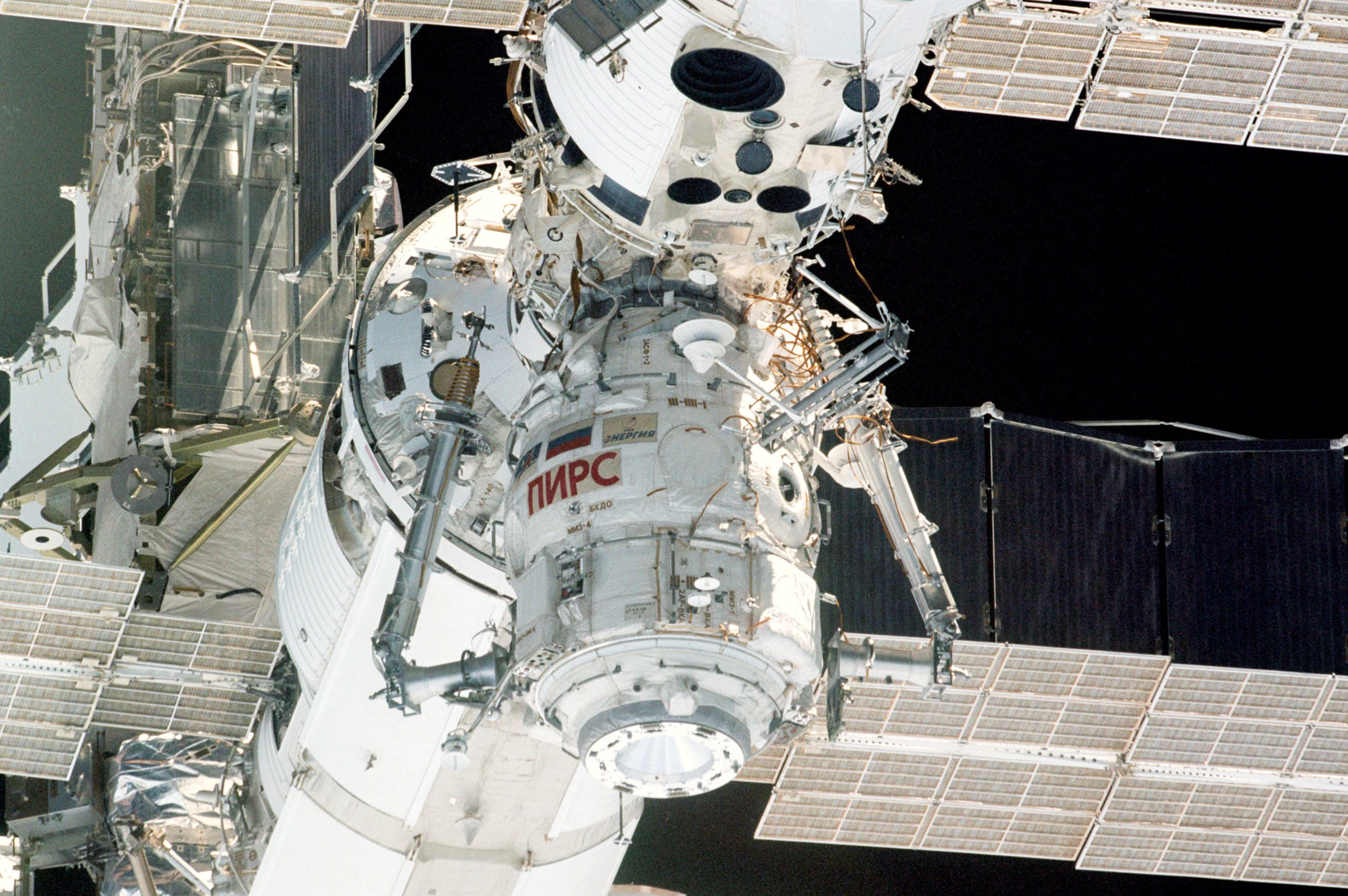
Les deux grues Strela de l'ISS, montées sur Pirs.
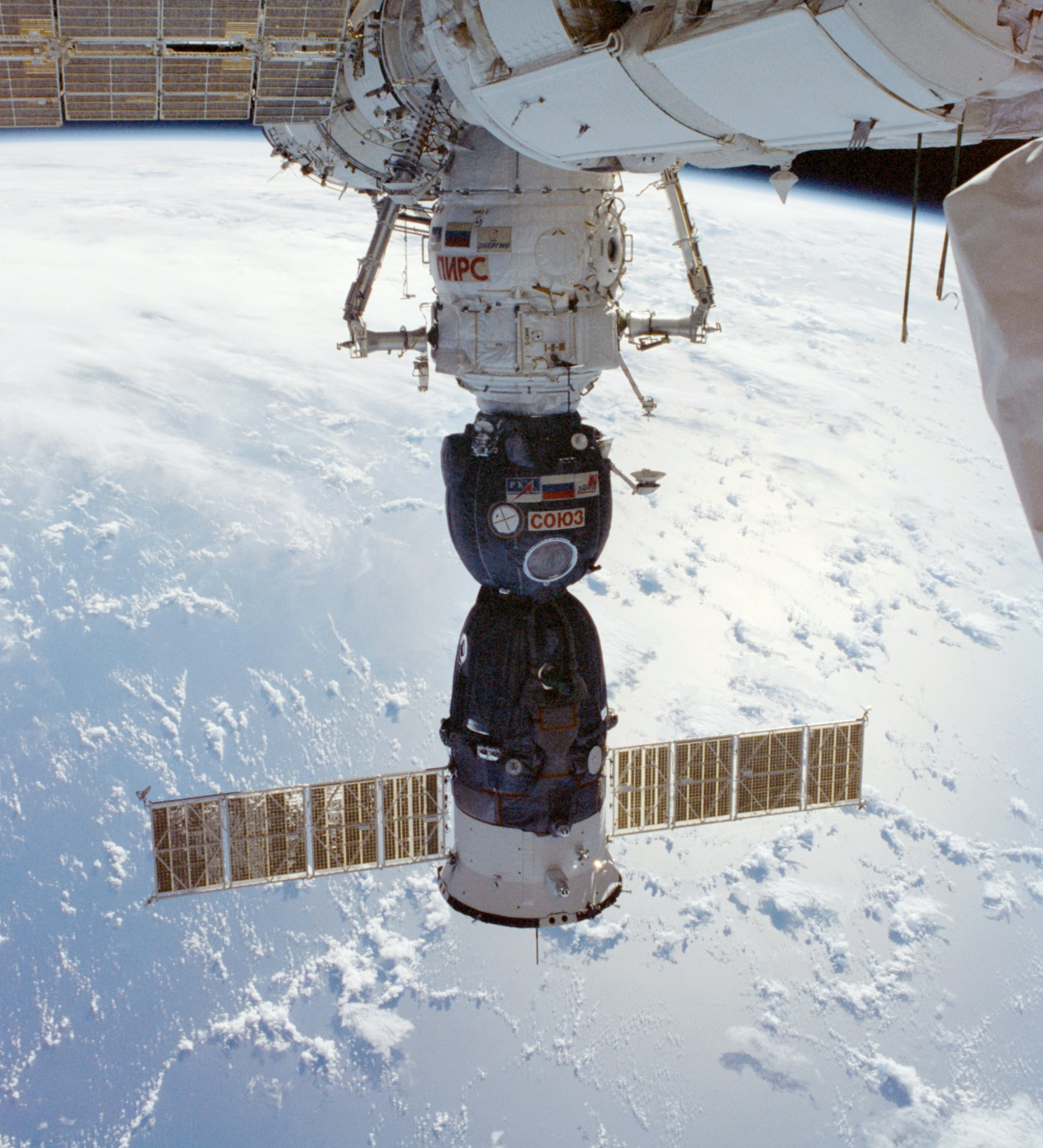
Les deux grues Strela de l'ISS, montées sur Pirs.
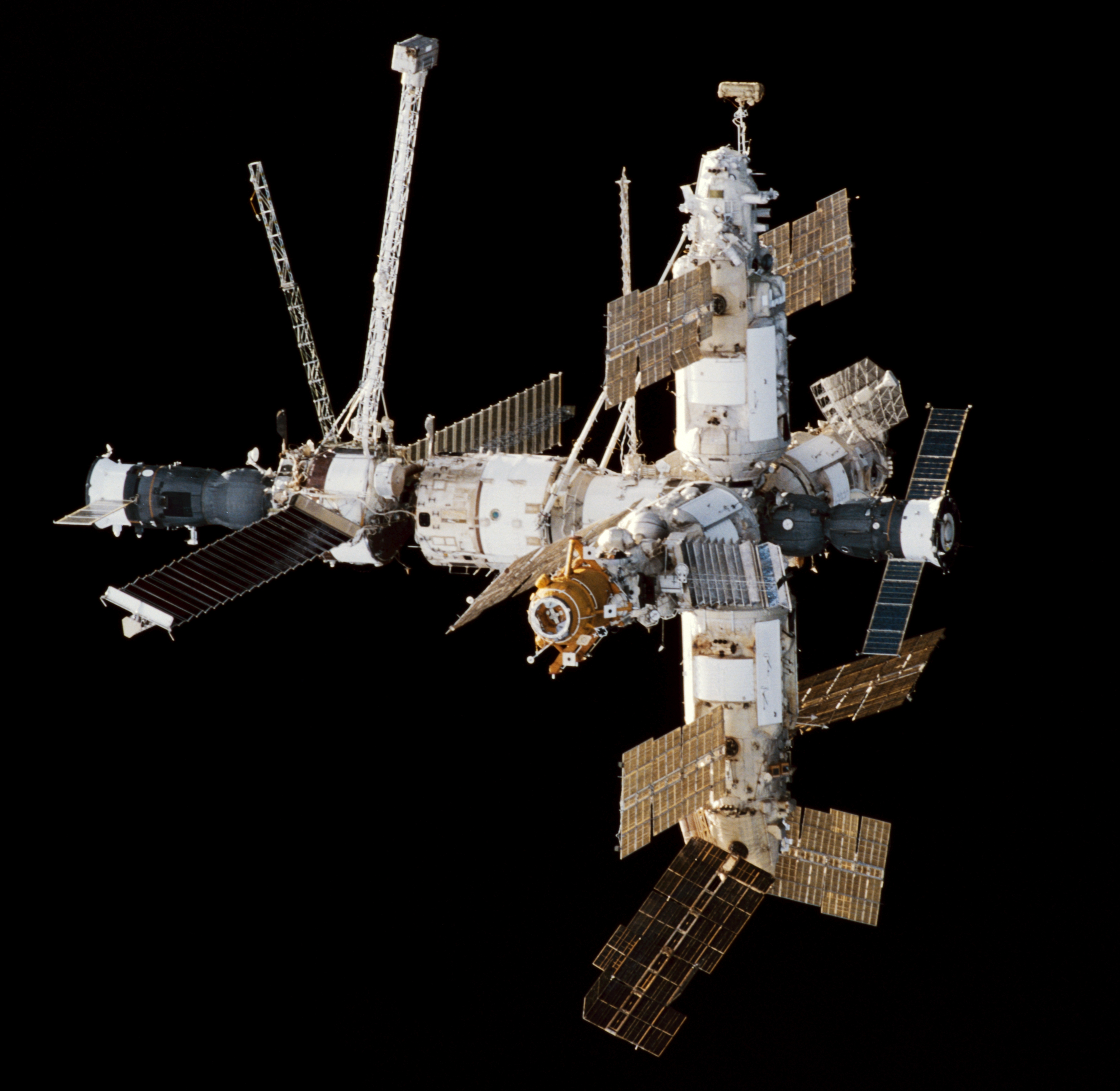
Les deux grues Strela de Mir, montées sur le module principal.
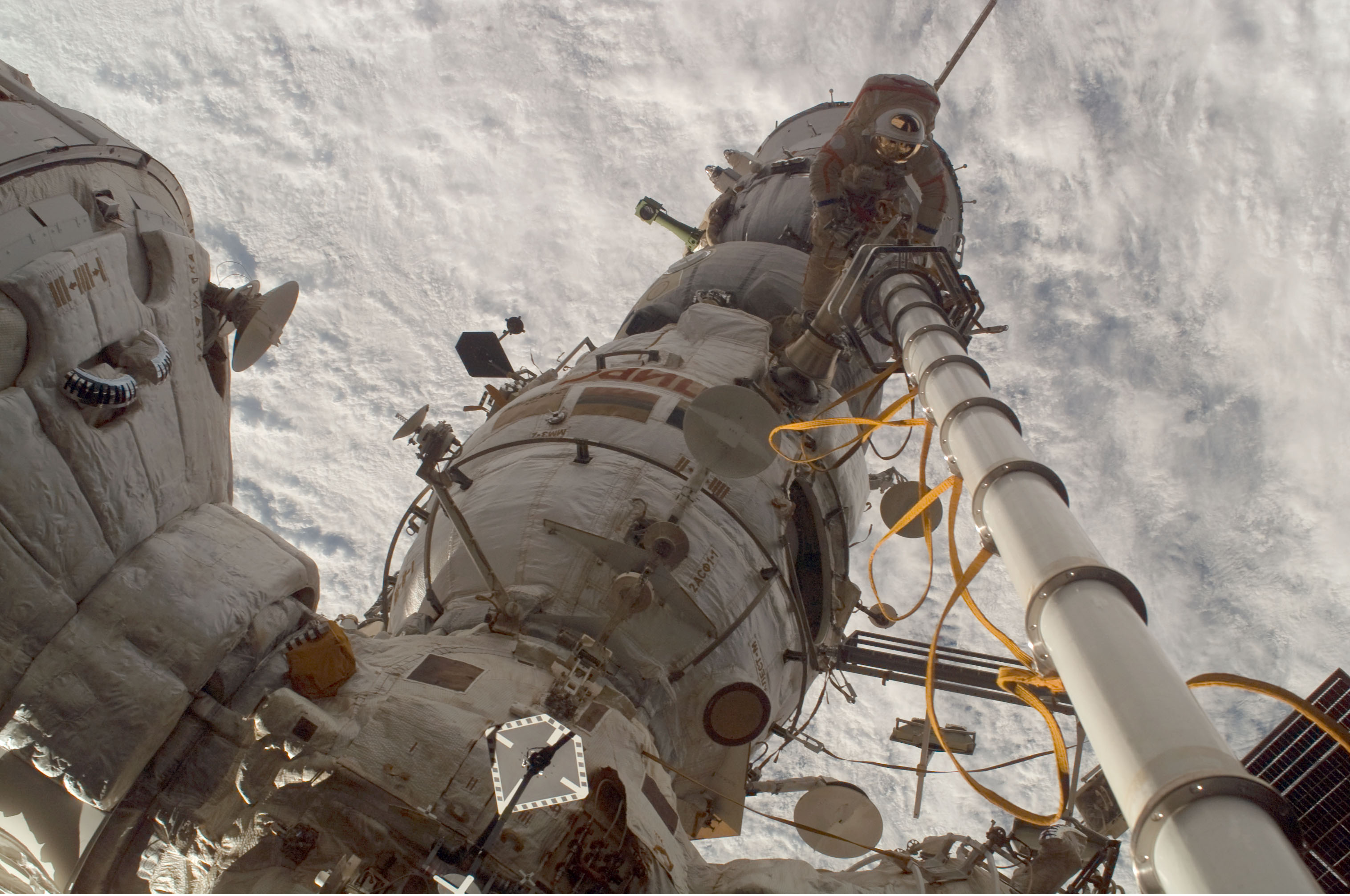
L'ingénieur de vol Kononenko photographie le commandant Volkov utilisant la grue Strela qui le tient. Le commandant se trouve sur Pirs et tourne le dos au vaisseau Soyouz. Zarya est vu à gauche et Zvezda à travers le fond de l'image.